# 史蒂文森 (华盛顿州)
史蒂文森（英文：Stevenson），是美国华盛顿州斯卡梅尼亚县下属的一座城市。根据 2000年美国人口普查，该市有人口1,200人。根据2010年美国人口普查，该市有人口1,465人。而2011年估计该市有1,473人。